# Іванівська сільська рада (Високопільський район)
Іва́нівська сільська́ ра́да — адміністративно-територіальна одиниця та орган місцевого самоврядування в Високопільському районі Херсонської області. Адміністративний центр — село Іванівка.

## Загальні відомості
- Територія ради: 74,639 км²
- Населення ради: 1 287 осіб (станом на 2001 рік)
- Територією ради протікає річка Інгулець

## Населені пункти
Сільській раді були підпорядковані населені пункти:
- с. Іванівка
- с. Миколаївка

## Склад ради
Рада складалася з 16 депутатів та голови.
- Голова ради: Кудлак Іван Іванович
- Секретар ради: Нетяга Наталя Олександрівна

### Керівний склад попередніх скликань
| Прізвище, ім'я, по батькові     | Основні відомості                                                             | Дата обрання | Дата звільнення |
| ------------------------------- | ----------------------------------------------------------------------------- | ------------ | --------------- |
| Самойленко Володимир Леонідович | Сільський голова, 1959 року народження, безпартійний                          | 26.03.2006   | 31.10.2010      |
| Кудлак Іван Іванович            | Сільський голова, 1971 року народження, освіта середня загальна, безпартійний | 31.10.2010   |                 |

Примітка: таблиця складена за даними сайту Верховної Ради України

### Депутати
За результатами місцевих виборів 2010 року депутатами ради стали:

#### За суб'єктами висування
| Суб'єкт висування           | Кількість обраних депутатів | %    |
| --------------------------- | --------------------------- | ---- |
| Партія регіонів             | 11                          | 68,8 |
| Комуністична партія України | 4                           | 25   |
| Самовисування               | 1                           | 6,3  |

#### За округами
| № округу                    | Прізвище, ім'я, по батькові       | Дата визнання обраним | Освіта  | Партійна приналежність                        | Відомості про обраного депутата                          |
| --------------------------- | --------------------------------- | --------------------- | ------- | --------------------------------------------- | -------------------------------------------------------- |
| Комуністична партія України |                                   |                       |         |                                               |                                                          |
| 3                           | Зінченко Валерій Іванович         | 01.11.2010            | середня | член Комуністичної партії України             | пенсіонер                                                |
| 7                           | Олінський Олександр Олександрович | 01.11.2010            | середня | член Комуністичної партії України             | тимчасово не працює                                      |
| 9                           | Стехальський Геннадій Григорович  | 01.11.2010            | середня | член Комуністичної партії України             | Високопільска ЦРЛ, електрик                              |
| 12                          | Харук Наталя Анатоліївна          | 01.11.2010            | середня | позапартійна                                  | тимчасово не працює                                      |
| Партія регіонів             |                                   |                       |         |                                               |                                                          |
| 1                           | Оренчук Сергій Миколайович        | 01.11.2010            | середня | член Партії регіонів                          | тимчасово не працює                                      |
| 2                           | Пашинний Олександр Васильович     | 01.11.2010            | середня | член Партії регіонів                          | Бериславський завод будівельних матеріалів, різноробочий |
| 4                           | Прокопець Олена Вікторівна        | 01.11.2010            | середня | член Партії регіонів                          | тимчасово не працює                                      |
| 5                           | Терпечук Ганна Йосипівна          | 01.11.2010            | середня | член Партії регіонів                          | Іванівський дитячий садок, техпрацівниця                 |
| 6                           | Нетяга Наталія Олександрівна      | 01.11.2010            | вища    | позапартійна                                  | Іванівська сільська рада, секретар                       |
| 10                          | Мироненко Валентина Володимирівна | 01.11.2010            | вища    | член Партії регіонів                          | Іванівська сільська рада, спеціаліст з земельних питань  |
| 11                          | Шпилько Тетяна Василівна          | 01.11.2010            | середня | член Партії регіонів                          | Миколаївська загальноосвітня школа-сад І ст., вчитель    |
| 13                          | В'юнчук Ольга Григорівна          | 01.11.2010            | середня | член Партії регіонів                          | Миколаївська загальноосвітня школа-сад І ст., директор   |
| 14                          | Золотарь Стефанія Михайлівна      | 01.11.2010            | середня | член Партії регіонів                          | пенсіонер                                                |
| 15                          | Дерев'янко Інна Миколаївна        | 01.11.2010            | середня | позапартійна                                  | Миколаївська загальноосвітня школа-сад І ст., вихователь |
| 16                          | Макаренко Людмила Олександрівна   | 01.11.2010            | середня | член Партії регіонів                          | Іванівський дитячий садок, помічник вихователя           |
| Самовисування               |                                   |                       |         |                                               |                                                          |
| 8                           | Вєчканова Людмила Никонорівна     | 01.11.2010            | середня | член Всеукраїнського об'єднання «Батьківщина» | тимчасово не працює                                      |

## Населення
Згідно з переписом УРСР 1989 року чисельність наявного населення села становила 1264 особи, з яких 574 чоловіки та 690 жінок.
За переписом населення України 2001 року в селі мешкало 1279 осіб.

### Мова
Розподіл населення за рідною мовою за даними перепису 2001 року:
| Мова       | Відсоток |
| ---------- | -------- |
| українська | 94,79 %  |
| російська  | 4,97 %   |
| молдовська | 0,16 %   |
| циганська  | 0,08 %   |